# Philip Walker
Philip Leonardus Walker (Londra, 29 agosto 1954 – 8 luglio 2022) è stato un calciatore inglese, di ruolo centrocampista.

## Biografia
Suo nipote Kyle Walker-Peters è a sua volta un calciatore professionista.

## Carriera
Dopo aver giocato a livello semiprofessionistico con Cobham ed Epsom & Ewell, nel 1975 viene tesserato dal Millwall: con i Lions all'età di 21 anni esordisce tra i professionisti, nella terza divisione inglese. La sua prima stagione nel club si conclude con una promozione in seconda divisione, categoria nella quale gioca poi nel triennio successivo sempre con il Millwall. Dal 1979 al 1983 gioca invece nel Charlton: in particolare conclude la stagione 1979-1980 con una retrocessione in terza divisione, categoria nella quale conquista invece una promozione nella stagione 1980-1981, a seguito della quale gioca per un ulteriore biennio in seconda divisione con gli Addicks, fatto salvo un brevissimo periodo in prestito al Gillingham, in terza divisione.
Nel 1983 gioca poi per un breve periodo all'Eastern, club della prima divisione di Hong Kong, prima di trasferirsi in Portogallo: vi rimane per undici stagioni consecutive, sette in prima divisione al Boavista (dal 1984 al 1991, per complessive 193 presenze e 7 reti in questa categoria, oltre a 8 presenze in Coppa UEFA) e le rimanenti in seconda divisione con Leixões e Maia, per poi ritirarsi nel 1995 all'età di 41 anni.